# Любляниця
Любля́ниця (словен. Ljubljanica), Лайбах (нім. Laibach) — річка в Словенії протяжністю 41 км. Близько 20 км її течії проходять підземними карстовими печерами. На Любляниці розташована столиця Словенії Любляна, за 10 км від її впадіння в Саву. Найбільшою притокою є канал Малі Грабен. Разом з витоком — Малою Любляницею (словен. Mala Ljubljanica) — довжина річки становить 41 км. Мала Любляниця з'єднується з Великою Любляницею (словен. Velika Ljubljanica) через 1300 м, а далі річка продовжує свою течію як Любляниця.